# Steinitz
Steinitz è una frazione (Ortsteil) del comune tedesco di Salzwedel, situato nel circondario di Altmarkkreis Salzwedel, nel land della Sassonia-Anhalt.
Fino al 31 dicembre 2010 Steinitz era un comune autonomo.